# Agriocnemis forcipata
Agriocnemis forcipata – gatunek ważki z rodziny łątkowatych (Coenagrionidae).